# المعهد الدولي للغات والثقافات
المعهد الدولي للغات والثقافات (بالإنجليزية: INLAC)‏ هو معهد خاص لتعليم وتعلم اللغة العربية، يقع في المدينة القديمة في فاس في المغرب، يقدم برامج درجة البكالوريوس والدراسات العليا، تركز أنشطة المعهد الدولي للغات والثقافات على اللغة العربية والإسلام والنوع الاجتماعي والتاريخ وثقافات الشرق الأوسط وشمال أفريقيا. إنه معهد متعدد التخصصات معتمد من وزارة التعليم المغربية.قام المعهد الدولي للغات والثقافات بتطوير برامج شراكة وتبادل مع كليات وجامعات مغربية وأوروبية وأمريكية، بما في ذلك جامعة مينيسوتا, ويتيير كوليج, لويس وكلارك, نيو هيفن يونيفرسيتي, جامعة ماريلاند, جامعة يوتايتبنى المعهد الدولي للغات والثقافات استراتيجية متكاملة حيث يتم دمج الدروس والحلقات النقاشية والعمل التطوعي والتجارب الجامعية. ينظم ورش العمل وحلقات الغداء ومنتديات أخرى لتسليط الضوء على وجهات نظر جديدة حول الشرق الأوسط وشمال أفريقيا. تعرض هذه الفعاليات البحوث التي يقوم بها العلماء المتمرسون والشباب وتعزز النقاش حول الأحداث الحالية وقضايا السياسات المتعلقة بالمنطقة. يُتوقع من الطلاب المشاركة بنشاط في تجربة التعلم.

## مدينة فاس

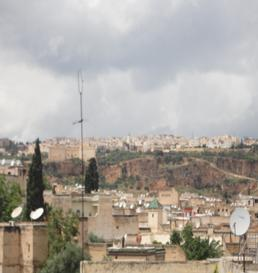
المدينة القديمة في فاس

مدينة فاس هي مدينة تاريخية، وهي موطن للمعالم الإسلامية القديمة والأسواق والأبواب والحدائق والنوافير والمطاعم والمهرجانات، كلها تدعو إلى التبادل الثقافي والتعليمي. فاس هي مدينة روحية، بها العديد من الأعراق والمواقع الدينية والأطياف الصوفية.

## تاريخ تأسيس المعهد
تأسس المعهد الدولي للغات والثقافات في عام 2011 على يد أكاديميين مغاربة وأساتذة جامعيين، فاطمة الصديقي ومحمد الناجي. أكملا دراستهما الجامعية في المغرب قبل أن يحصلا على درجة الماجستير والدكتوراه في بريطانيا العظمى. أثناء تدريسهما في جامعة فاس وسفرهما حول العالم، أدركا ضرورة الحوار الثقافي وأهمية تعليم الشباب والبحث في منطقة الشرق الأوسط وشمال أفريقيا. إنهما يدركان حاجة التواصل بين الحضارات والمجتمعات، خاصة بين شباب العالم الإسلامي والولايات المتحدة. تأسست المعهد الدولي للغات والثقافات كمنبر منظم لمثل هذا التواصل من خلال القنوات الأكاديمية والثقافية على حد سواء، والتواصل من خلال القنوات الأكاديمية والثقافية.

## الدورات

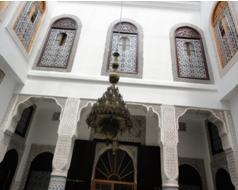
النظرة الداخلية لـ المعهد الدولي للغات والثقافات

يستضيف المعهد الدولي للغات والثقافات برامج دراسة في الخارج (برامج سنوية وفصلية وقصيرة المدى) تتضمن دورات محتوى ودورات لغة، بما في ذلك اللغة العربية والفرنسية والأمازيغية. تتكون المكونات الرئيسية للبرامج من دروس اللغة العربية المكثفة ودروس المحتوى حول الإسلام والنوع الاجتماعي وثقافة الشرق الأوسط وشمال أفريقيا، ودراسات المنطقة. يسهل المعهد الدولي للغات والثقافات الإقامة في منازل عائلات مغربية لتوفير فرصة للطلاب لتجربة الحياة العائلية في المغرب.

## القبول
يقبل المعهد الدولي للغات والثقافات الطلاب على مدار العام. لا يوفر المعهد مساعدات مالية في الوقت الحالي، ولكن يشجع الطلاب المستقبليين على التقدم بطلبات للحصول على المنح الحكومية الفيدرالية والولائية والقروض في جامعاتهم.

## الأنشطة الثقافية
الأنشطة الثقافية مثل زيارات وتدريبات للمنظمات غير الحكومية، والرحلات والترفيه تعتبر جزءًا من التعليم الثقافي التقاطعي. يُطلب من الطلاب أن يقوموا بعمل تطوعي مع المنظمات غير الحكومية المحلية والمجتمع بشكل عام التي تركز على القضايا المحلية مثل الشباب والرياضة والتنمية وقضايا المرأة. يسمح للطلاب بالتعاون مع الجمعيات الخيرية والقضايا غير الربحية لتسهيل مساراتهم المهنية.